# Erik Jansson
Erik Jansson (Sundborn, 17 maggio 1907 – Uppsala, 24 luglio 1993) è stato un ciclista su strada svedese.

## Palmarès

### Olimpiadi
- Bronzo a Amsterdam 1928 nella corsa a squadre.